# 岡村聡
岡村 聡（おかむら さとし、1979年 - ）は、日本の経営コンサルタント。

## 経歴
大阪府生まれ。灘中学校・高等学校を経て、2004年に東京大学工学部卒業、東京大学大学院学際情報学府修了。マッキンゼー・アンド・カンパニー、アドバンテッジ・パートナーズを経て、2010年にセミナー、書籍発行を目的とするS&S investmentsを妻とともに設立し、代表取締役社長に就任。
灘高校の同期に佐渡島庸平、山田淳、立川裕二らがいる。

## 著書
- 20代で知っておきたいお金のこと
- 「29歳貯金ゼロ! 年収300万! このままで大丈夫か!?」と思ったら読む本
- 完全レベル別　30代～50代のための海外投資「超」入門
- 世界の超富裕層だけがやっているお金の習慣
- インフレでもあわてない! これからのお金の殖やし方
- みんな不安に思っているのにだれも口にしない「人生とお金」の話

## メディア活動
テレビ
- BSスカパー! 「ニュースザップ」　2014年10月よりゲストコメンテーターとして不定期出演
- フジテレビ 「とくダネ!」
- TBS 「よるべん」

オンライン記事
- シンガポールで学ぶワールドクラスの投資法
- ENRICH（エンリッチ） 新しい時代の富裕層メディア